# Comuna Dobroești, Ilfov
Dobroești este o comună în județul Ilfov, Muntenia, România, formată din satele Dobroești (reședința) și Fundeni.

## Așezare
Comuna se află pe malul stâng al râului Colentina, foarte aproape de București, la circa 9 km de centrul orașului. Prin satul Fundeni trece calea ferată București Obor–Constanța, intersecția ei cu linia ce duce la gara București Nord aflându-se la marginea comunei, la limita cu orașul Pantelimon și cu sectorul 2 al Bucureștiului; la acea intersecție se găsește stația Pantelimon Sud, care deservește comuna. Nu este traversată de nicio șosea națională sau județeană, dar rețeaua ei de străzi este integrată cu cea a Bucureștiului, accesul acolo făcându-se prin șoseaua Fundeni, șoseaua Dobroești și strada Ion Vlad, care fac legătura cu cartierele Colentina și Pantelimon din sectorul 2 al Bucureștiului.

## Demografie
Componența etnică a comunei Dobroești
     Români (78,66%)
     Romi (1,04%)
     Alte etnii (4,05%)
     Necunoscută (16,25%)
Componența confesională a comunei Dobroești
     Ortodocși (75,5%)
     Musulmani (2,31%)
     Fără religie (1,49%)
     Alte religii (3,01%)
     Necunoscută (17,7%)
Conform recensământului efectuat în 2021, populația comunei Dobroești se ridică la 16.875 de locuitori, în creștere față de recensământul anterior din 2011, când fuseseră înregistrați 9.325 de locuitori. Majoritatea locuitorilor sunt români (78,66%), cu minorități de romi (1,04%) și altele (3,08%), iar pentru 16,25% nu se cunoaște apartenența etnică. Din punct de vedere confesional, majoritatea locuitorilor sunt ortodocși (75,5%), cu minorități de musulmani (2,31%) și fără religie (1,49%), iar pentru 17,7% nu se cunoaște apartenența confesională.

## Politică și administrație
Comuna Dobroești este administrată de un primar și un consiliu local compus din 17 consilieri. Primarul, Valentin Laurențiu Condu[*], de la Coaliția Națională pentru România, este în funcție din 2004. Începând cu alegerile locale din 2024, consiliul local are următoarea componență pe partide politice:
|  | Partid                                    | Consilieri | Componența Consiliului | Componența Consiliului | Componența Consiliului | Componența Consiliului | Componența Consiliului | Componența Consiliului | Componența Consiliului |
|  | ----------------------------------------- | ---------- | ---------------------- | ---------------------- | ---------------------- | ---------------------- | ---------------------- | ---------------------- | ---------------------- |
|  | Coaliția Națională pentru România         | 7          |                        |                        |                        |                        |                        |                        |                        |
|  | Alianța Dreapta Unită Usr - Forța Dreptei | 4          |                        |                        |                        |                        |                        |                        |                        |
|  | Partidul Verde                            | 2          |                        |                        |                        |                        |                        |                        |                        |
|  | Alianța pentru Unirea Românilor           | 2          |                        |                        |                        |                        |                        |                        |                        |
|  | Partidul Mișcarea Populară                | 1          |                        |                        |                        |                        |                        |                        |                        |
|  | Partidul Puterii Umaniste                 | 1          |                        |                        |                        |                        |                        |                        |                        |

## Istorie
La sfârșitul secolului al XIX-lea, comuna nu exista, iar satul Dobroești făcea parte din comuna Pantelimon-Dobroești, având 535 de locuitori, o școală și o biserică.. Satul Fundeni făcea parte din comuna Colentina-Fundeni, având 279 de locuitori, o moară de apă și o biserică ortodoxă.
Comuna s-a înființat în 1946, prin separarea satului Dobroești de comuna Pantelimon-Dobroești. În 1950, comuna Dobroești a trecut în raionul 23 August al orașului republican București, preluând și satul Fundeni de la comuna Colentina-Fundeni, comună desființată și inclusă în București; din 1968 Dobroești a devenit comună suburbană a Bucureștiului, statut pe care l-a avut până în 1981, când comunele suburbane au fost separate de orașele lor, iar Dobroești a fost inclusă în Sectorul Agricol Ilfov, din subordinea municipiului București, sector devenit în 1998 județul Ilfov.

## Monumente istorice

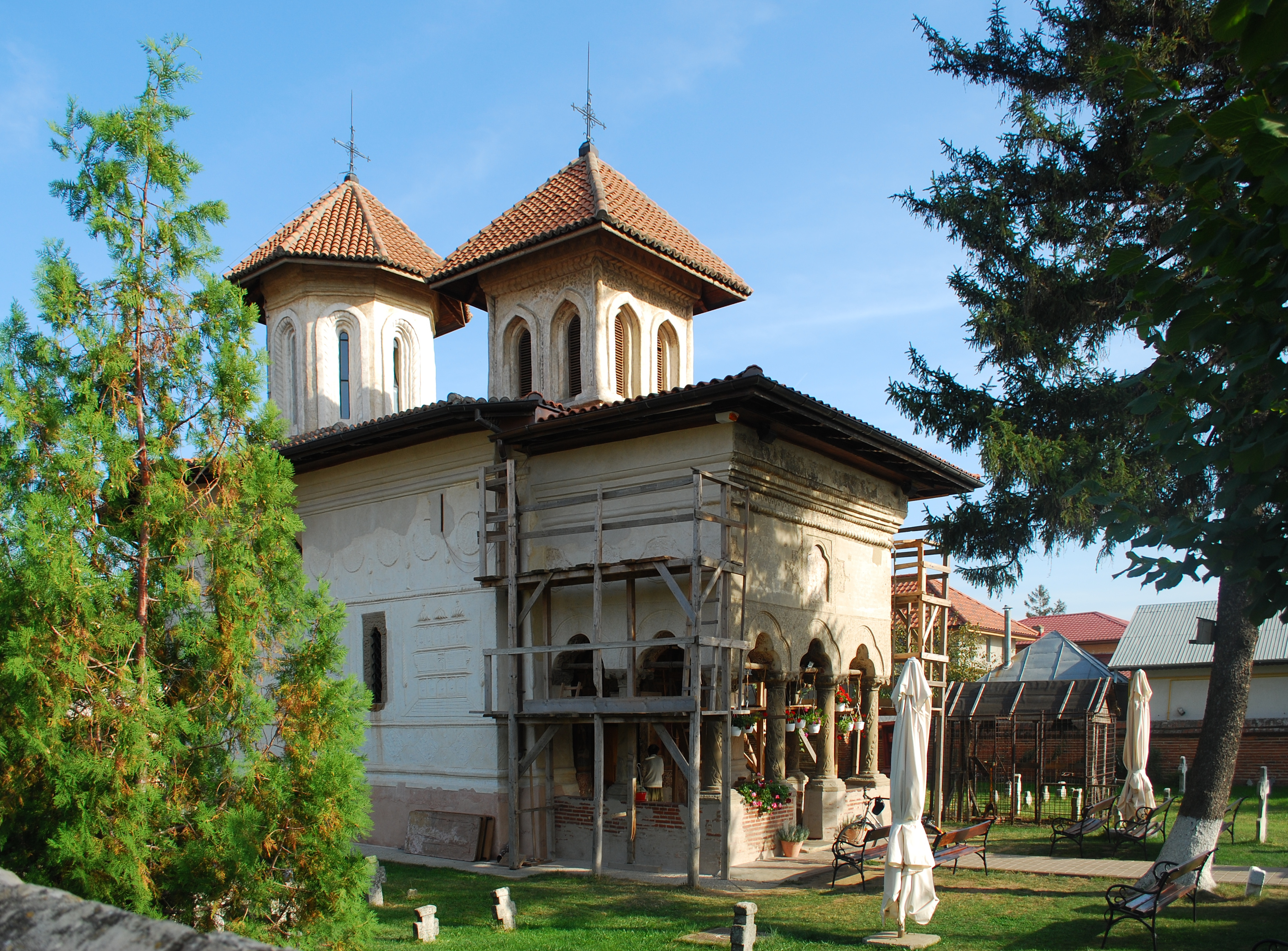
Biserica Fundenii Doamnei din satul Fundeni, monument istoric

În comuna Dobroești se află monumentul de arhitectură de interes național biserica Fundenii Doamnei, cu hramul „Sfântul Eftimie”, datând din 1699, aflată în satul Fundeni.
Alte patru obiective din comuna Dobroești sunt incluse în lista monumentelor istorice din județul Ilfov ca monumente de interes local. Unul este situl arheologic de la Fundenii Doamnei, de pe malul nordic al lacului Fundeni, la est de biserica Fundenii Doamnei, el cuprinzând așezări din neolitic (cultura Dudești), Epoca Bronzului (Cultura Tei, faza Fundenii Doamnei), perioada Halstatt, secolul al IV-lea e.n., secolele al VI-lea–al VII-lea și secolele al XVII-lea–al XVIII-lea. Bateria intermediară 6–7 Afumați, aflată pe teritoriul comunei Dobroești și clasificată ca monument de arhitectură, face parte din vechiul sistem de fortificații din jurul Bucureștiului. Alte două monumente sunt clasificate ca monumente de for public — Crucea Pescarilor, datând din 1858 și monumentul eroilor din Primul Război Mondial, ambele aflate în satul Fundeni.